# Meurtre au Présidio
Meurtre au Présidio (Murder at the Presidio) est un téléfilm américain réalisé par John Fasano, diffusé en 2005 à la télévision. 

## Fiche technique
- Scénario : Alison Graham
- Pays d'origine : États-Unis
- Langue originale : anglais
- Durée : 89 minutes

## Distribution
- Lou Diamond Phillips (VF : Julien Kramer) : James Chandler
- Victoria Pratt (VF : Marjorie Frantz) : le caporal Tara Jeffries
- Martin Cummins (VF : Emmanuel Gradi) : Barry Atkins
- Eugene Clark (VF : Thierry Murzeau) : le capitaine Donovan
- Kim Hawthorne (VF : Annie Milon) : Barbara Owens
- Leslie Easterbrook (VF : Mireille Delcroix) : Thelma « Bunny » Atkins
- Daniel Roebuck (VF : Jean-François Aupied) : le major Dawson
- Jason Priestley (VF : Bruno Magne) : Tom
- Luciana Carro : Diana Phillips
- Ona Grauer (VF : Stéphanie Hédin) : Kathy Tucker
- G. Michael Gray : David Raymer
- Julie Michelle Johnson : Valerie Irving
- Zak Santiago : soldat Sulway
- Peter Sherayko (VF : Vincent Grass) : Robert Sayer
- Jon Mikl : Thor
- Vincent Gale : soldat Brooks
- Dean Wray : Steve Wilson
- Stefanie von Pfetten : Fran Atkins
- Jason Stewart : le mafieux
- Maureen Thomas : l'avocate de Thelma
- Tayo Ruksewe : l'assistant d'Atkins #1
- Ridgeway Wilson : l'assistant d'Atkins #2
- Blu Mankuma : l'assistante du procureur
- Sandy Durko : la barmaid
- Heather McMillan : la serveuse
- Alejandro Abellan : le réceptionniste du Motor Pool
- Raymond Law : le réceptionniste du PX

Source et légende : version française (VF) sur Doublagissimo